# Кемени, Ференц
Ференц Кемени (венг. Kemény Ferenc; 17 июля, 1860, Зренянин — 21 ноября, 1944, Будапешт) — венгерский писатель, педагог и гуманист, номинант Нобелевской премии по литературе 1901 и 1902 годов.

## Биография
Ференц окончил школу в Будапеште, где продолжил обучение в педагогическом институте. Вскоре для продолжения обучения переезжает в Штутгарт, в частности для улучшения знания немецкого языка. В 1883 году он получил степень в преподавании математики и физики в университете Будапешта. В 1884 году он отправился в Париж, посетил лекции в парижском учебно-исследовательском учреждении Коллеж де Франс, в основном для укрепления французского языка. В студенческих кругах он встретился с Пьером де Кубертеном. Как педагог Кемени был впечатлен идеей Кубертена реформы образования.
По словам Венгерского национального олимпийского комитета, Кемени первым разглядел помимо воспитательного воздействия спорта, также возможность использовать его для целей движения за мир. Поэтому он предложил Кубертену во время своего пребывания в Париже возродить Олимпийские игры.
За время работы в качестве учителя в венгерской провинции, Кемени получил ученые степени в немецком и французском языках. В 1890 году он стал преподавателем в Эгере, где позже был назначен директором. Кемени стал известен благодаря публикациям по модернизации системы образования.
Кемени был восторженным сторонником олимпийского движения. Он попытался сразу создать комитет для организации участия венгерских спортсменов на первых Олимпийских играх в Афинах в 1896 году. 19 декабря 1895 Кемени основал Национальный олимпийский комитет Венгрии и взял на себя роль секретаря. Он также участвовал в качестве судьи в играх и принимал участие в многочисленных заседаниях МОК. Его публикации после игр получили признание и сделали его человеком, уважаемым в политических кругах.
Кемени посвятил себя исключительно образовательным исследованиям. В 1934 году он был одним из редакторов энциклопедии педагогики. Во время Второй мировой войны Кемени стал жертвой из-за своего еврейского происхождения. Он избежал угрозы депортации, совершив самоубийство вместе со своей женой в подвале своей квартиры в 1944 году.
1 июня 1980 года был открыт спортивный зал имени Кемени в Эгере.

## Работы
- Die Mittelschulen Ungarns (1896)
- A béke-probléma megoldásának egyik módja I—V. Athenaeum, 1899, 1901.
- Gesamstacademie. (Дрезден — Лейпциг, 1901, стр. 148)
- Всемирная академия I—IV. Athenaeum, 10 том (1901) 109—119, 273—288, 441—460, 565—586
- Világakadémia (Будапешт, 1902, 67 с.)
- Мне нравится преподавание II. Magyar Paedagogia, 12 том (1903) 513—529. 578—594.
- Entwurf einer internationalen Gegenwart und Zukunft der körperlichen Erziehung (Берлин, 1904)
- A békemozgalom paedagogiai jelentősége Magyar Paedagogia, 15 том (1906) 593—617
- Движение мира и важность образования для мира (Будапешт, 1907)
- Сексуальные проблемы. (Сексуальное образование). (Будапешт, 1907, стр. 127)
- A háború philosophiája Athenaeum, 18 том (1909), 431—441
- Мир во всем мире (Будапешт, 1911-м 58 с.)
- Настоящее и будущее движения за мир (Будапешт, 1914, стр. 25)
- Magyar testnevelési rendszer! Magyar Paedagogia, 23 Том (1914), 505—521
- A világháborúnak egyetemes nevelés- és iskolaügyi tanulságai (Будапешт, 1917)
- Что касается преподавания иностранных языков в Венгрии Magyar Paedagogia, Том 35 (1926), 29-40.
- Magyar Pestalozzi-bibliográfia Magyar Paedagogia, том 36 (1927) 100—114.
- Технологии и педагогики. I. II. Magyar Paedagogia, 38 Том (1929) 9-22. 96-108
- Gräfin M. Th. Brunszvik (Берлин, 1932)
- Энциклопедия образования I—II. Szerk.: Kemény Ferenc (Ред. Жесткий Ференц (Будапешт, 1933—1934 1936)
- Реформы образования в Венгрии Magyar Paedagogia, 44 Том (1936) 116—131.
- Народный характер образования и профессиональной подготовки (Будапешт, 1936)
- Gondolatok és gondok a Kitűnőek Iskolája körül Magyar Paedagogia, 51 Том (1942) 234—240.
- A Fröbel-Brunszvik probléma Magyar Paedagogia, 52 Том (1943) 137—146